# Тростянчик
Тростя́нчик (укр. Тростянчик) — село на Украине, находится в Гайсинском районе Винницкой области.
Код КОАТУУ — 0524185901. Население по переписи 2001 года составляет 1639 человек. Почтовый индекс — 24342. Телефонный код — 4343. Занимает площадь 3,22 км².

## Местная власть
24300, Винницкая область, Гайсинский р-н, пгт Тростянец, ул. Соборная, 77